# Pézilla-la-Rivière
Pézilla-la-Rivière (in catalano Pesillà de la Ribera) è un comune francese di 3 202 abitanti situato nel dipartimento dei Pirenei Orientali nella regione dell'Occitania.

## Geografia fisica

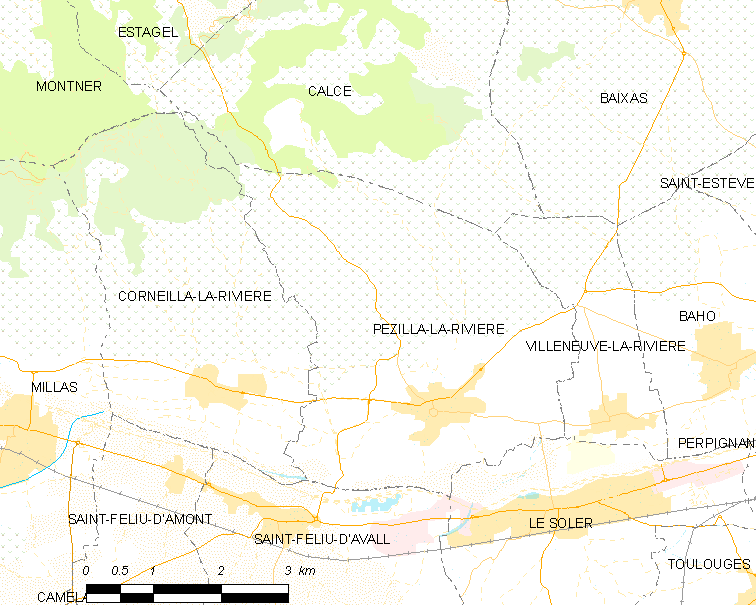
Situazione di Pézilla-la-Rivière

## Società

### Evoluzione demografica
Abitanti censiti

## Amministrazione

### Gemellaggi
- Tramonti, dal 2001
- La Granadella